# 白石通史
白石 通史（しらいし みちふみ、1983年9月11日 - ）は、神奈川県出身のサッカー指導者。

## 来歴
2008年、U-17日本代表のテクニカルスタッフとしてコパ・チーバスに参加。京都サンガF.C.U-15、U-18のコーチを経て、2013年より湘南ベルマーレのアシスタントコーチに就任した。

## 所属クラブ・学歴
- 1999年 - 2001年 神奈川県立旭高等学校
- 筑波大学大学院

## 指導歴
- 2006年 - 2008年  つくばFC ヘッドコーチ
- 2009年 - 2012年  京都サンガF.C.
  - 2009年 - 2010年 U-15 コーチ
  - 2011年 - 2012年 U-18 コーチ
- 2013年 -  湘南ベルマーレ
  - 2013年 - 2014年 トップチーム アシスタントコーチ
  - 2015年 トップチーム アシスタントコーチ兼分析
  - 2016年 - 2018年 トップチーム コーチ兼分析
  - 2019年 - 2023年 トップチーム コーチ
- 2024年 -  日本サッカー協会 テクニカルスタッフ